# Konstmaetschappije
De Konstmaetschappije in Antwerpen was een gezelschap van lokale beeldende kunstenaars dat bestond van 1788 tot ca. 1807.
In november 1788 werd de Antwerpse “Konstmaetschappije” gesticht door onder meer Balthasar-Paul Ommeganck, Hendrik-Frans de Cort, Pieter Faes, Juffrouw Herry, Jan-Jozef Horemans, Ferdinand Verhoeven,  Hendrik-Arnold Myin, Frans Balthasar Solvyns, Matthias Van Bree, Maria-Jacoba Ommeganck, Marten Waefelaerts en vele andere.
Doel van de vereniging was het wekelijks vergaderen om in de vriendschap en gezelligheid van een pint bier het werk van collega’s-kunstenaars te keuren en te beoordelen, het inrichten van feestjes, kleine privé-tentoonstellingen en van jaarlijkse publieke tentoonstellingen. Hun motto was "Tot Nut, Baet en Dienst".  
Sedert 1786 -nog voor de stichting dus- al kwamen de genoemde kunstenaars en liefhebbers wekelijks samen in de herberg “Stad Oostende” aan de Antwerpse Israëlietenstraat; later zouden ze in “De gulden Poort” samenkomen. Hun privé-vergaderzaal was versierd met kunstwerken van eigen leden.
De eerste publiekstentoonstelling van de “Konstmaetschappije” was in 1789 in de zaal van de Schermersgilde. 
Van 1794 tot 1811 stond de “Konstmaetschappije” quasi op non-actief wegens de politieke toestand (Franse Tijd). Toch richtten de leden in 1805 en 1807 nog kunstsalons in te Antwerpen. 
De vereniging werd in februari 1811 opnieuw leven ingeblazen onder de impuls van Balthasar-Paul Ommeganck, Willem Herreyn. en Mathieu Van Brées. Ze kreeg echter een nieuwe naam : “Société pour l'Encouragement des Arts|Genootschap ter aanmoediging der Schoone Kunsten”.